# Aeroportul Municipal Worthington
Aeroportul Municipal Worthington (IATA: OTG, ICAO: KOTG, FAA LID: OTG) este un aeroport din Comitatul Nobles, Minnesota, Statele Unite ale Americii.
Situat la o altitudine de 479,7552 m, aeroportul dispune de 2 piste.

## Infrastructură

### Piste
Aeroportul dispune de 2 piste. Pista 11/29 are suprafața de asfalt și dimensiunile 5.500 picioare × 100 picioare. Pista 18/36 are suprafața de asfalt și dimensiunile 4.200 picioare × 75 picioare. 